# گیجز لیک (ایلینوی)
گیجز لیک ایلینوی (انگلیسیGages Lake, Illinois) مکانی است که برای سرشماری مشخص شده‌است و در شهرستان وارن لیک کانتی، ایلینوی، ایالات متحده قرار دارد. جمعیت آن در سرشماری سال ۲۰۱۰، قریب به ۱۰٬۱۹۸ نفر بود.